# NGC 6260
NGC 6260 é uma galáxia espiral (Sc) localizada na direcção da constelação de Draco. Possui uma declinação de +63° 42' 53" e uma ascensão recta de 16 horas, 51 minutos e 50,3 segundos.
A galáxia NGC 6260 foi descoberta em 5 de Agosto de 1886 por Lewis A. Swift.